# Deutsche Weinstraße

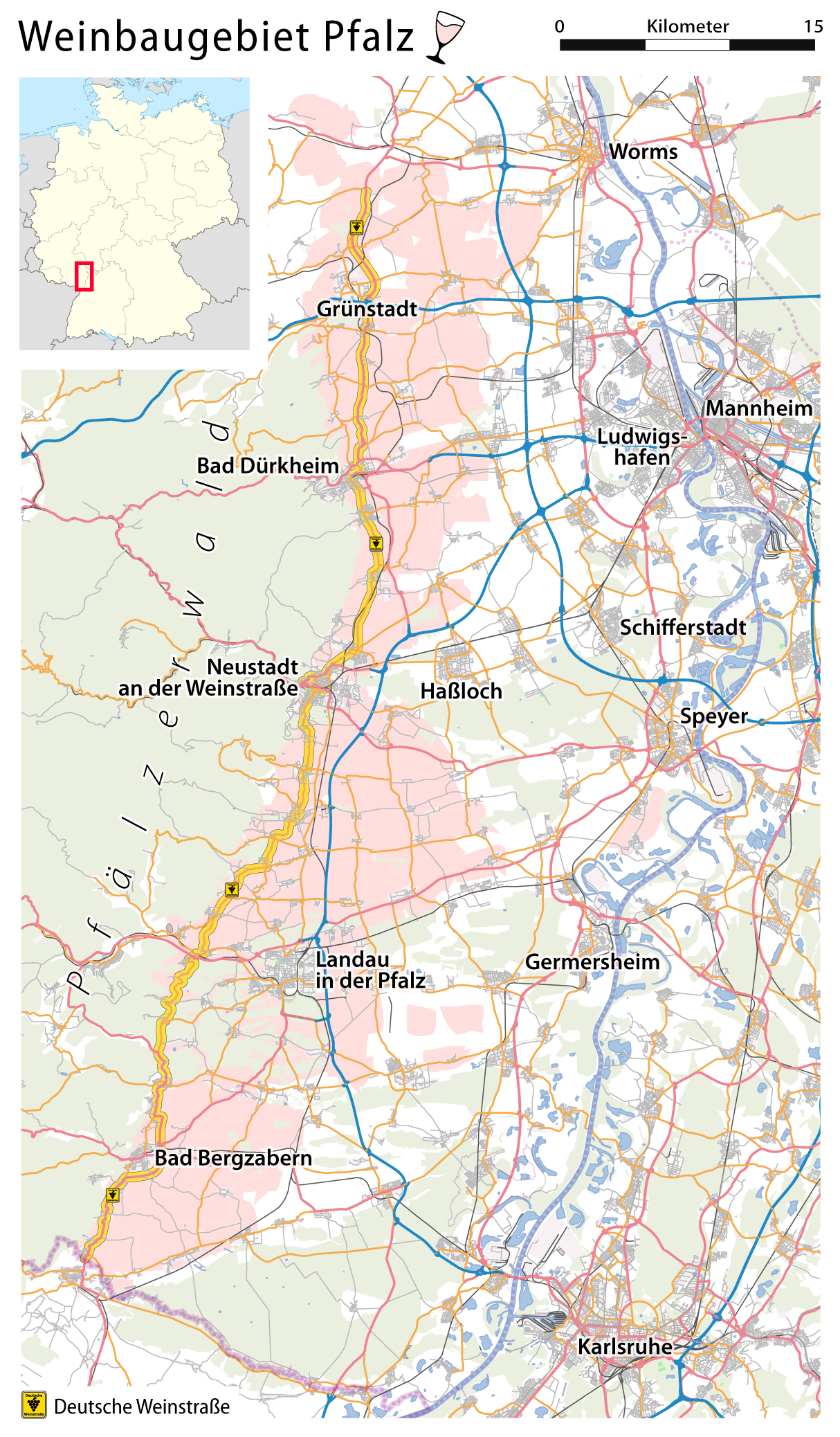
Deutsche Weinstraße (żółta linia)

Deutsche Weinstraße (Niemiecki Szlak Wina) – trasa turystyczna w Niemczech w Nadrenii-Palatynacie o długości 85 km biegnąca ze Schweigen-Rechtenbach prawie na granicy z Francją do Bockenheim an der Weinstraße. Trasa prowadzi przez drugi co do wielkości obszar uprawy winorośli w Niemczech – Palatynat (Pfalz). Od strony granicy francuskiej wybudowano w 1936 Deutsches Weintor, a w Bockenheim, na końcu szlaku – Haus der Deutschen Weinstraße.

## Linki zewnętrzne

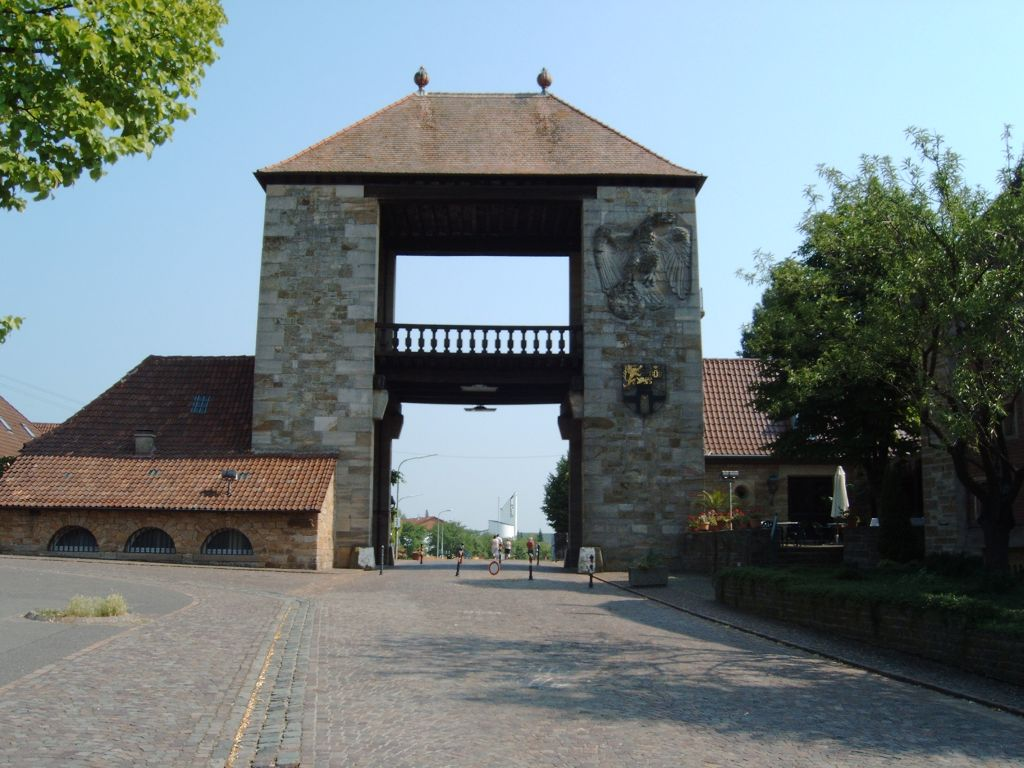
Deutsches Weintor
(południowy kraniec szlaku)